# Kryzys migracyjny na granicy Białorusi z Unią Europejską
Kryzys migracyjny na granicy Białorusi z Unią Europejską – wydarzenia będące elementem kryzysu migracyjnego w Europie spowodowane zorganizowanym przerzutem imigrantów i uchodźców do Unii Europejskiej m.in. z Iraku, Afganistanu i z innych krajów Bliskiego Wschodu oraz Afryki przez granicę białorusko-litewską oraz białorusko-polską i białorusko-łotewską.
Na początku lata 2021 roku prezydent Białorusi Alaksandr Łukaszenka zagroził niepowstrzymywaniem przybywających do Unii Europejskiej handlarzy narkotykami, handlarzy ludźmi, a także uzbrojonych imigrantów. Kryzys rozpoczął się, gdy władze białoruskie uruchomiły kanały przerzutu migrantów z kraju przez granicę z UE na terytorium Litwy, Polski i Łotwy. Prezydent Alaksandr Łukaszenka przyznał, że wspieranie nielegalnego transgranicznego przerzutu imigrantów jest odpowiedzią na unijne sankcje wobec Białorusi. W związku z kryzysem rządy Polski i Łotwy podjęły decyzje o wprowadzeniu stanów wyjątkowych na terenach przygranicznych z Białorusią, rząd Litwy wprowadził natomiast stan wyjątkowy na terytorium całego kraju.
Sytuacja na granicy z Białorusią stanowi efekt instrumentalizacji migrantów przez władze Białorusi w celu osiągnięcia ustępstw politycznych (zniesienie sankcji) oraz prowokowania chaosu. Jest oceniana jako przejaw wojny hybrydowej pomiędzy Białorusią a Polską i Unią Europejską.

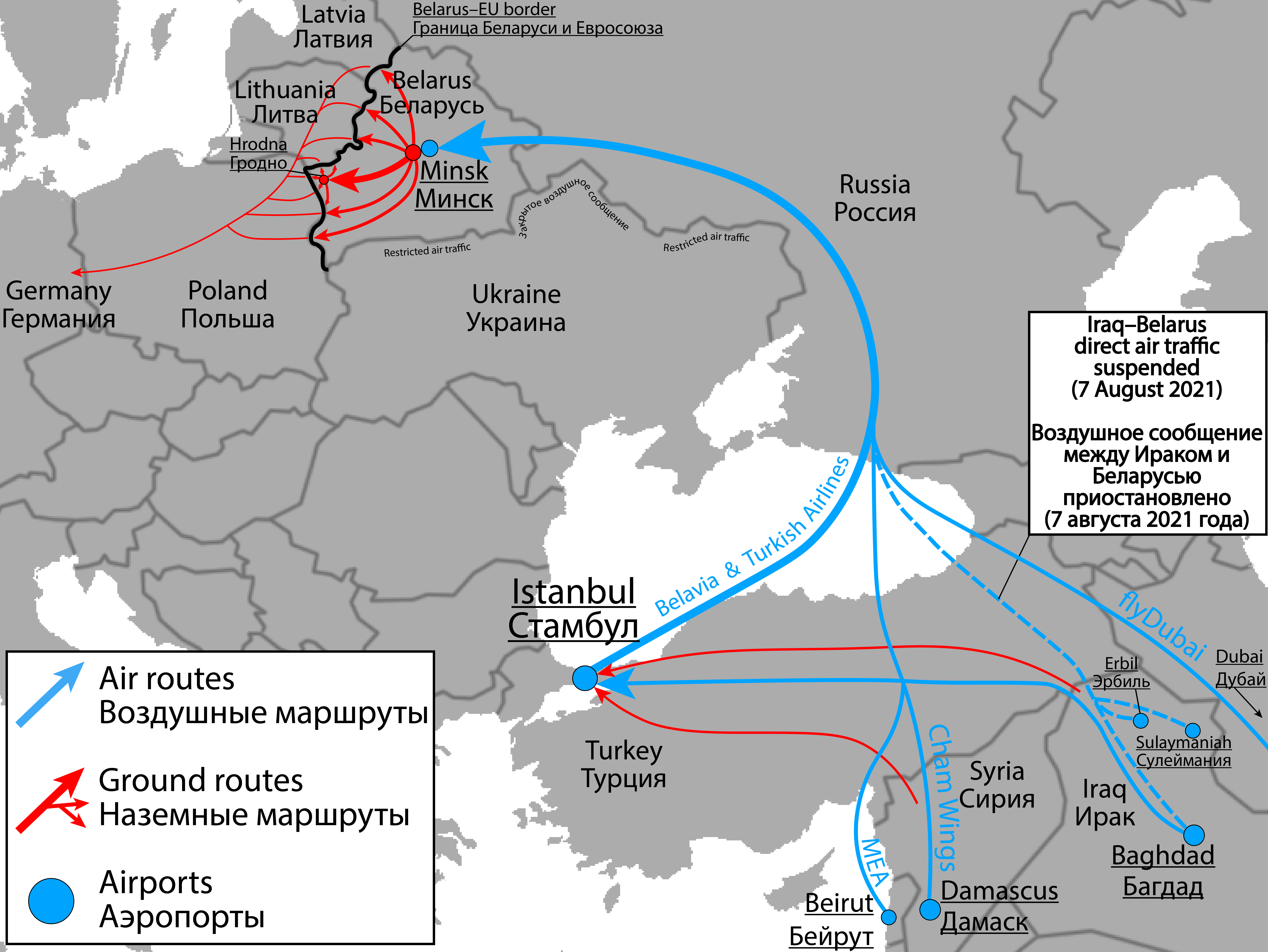
Szlaki przerzutu imigrantów

## Tło wydarzeń
Alaksandr Łukaszenka pełni funkcję prezydenta Białorusi od 1994 roku i de facto jest dyktatorem tego państwa. Białoruski reżim był oskarżony o masowe fałszerstwa wyborcze podczas wyborów prezydenckich w 2020 roku przez społeczność międzynarodową i białoruską opozycję. Pomimo zwycięstwa w sfałszowanych wyborach, Stany Zjednoczone, Unia Europejska, Wielka Brytania i ich sojusznicy, nie uznały Łukaszenki za prezydenta. Ogłoszone wyniki wyborów wywołały także masowe protesty na Białorusi. Po wyborach prezydenckich, ich de facto zwyciężczyni i liderka opozycji, Swiatłana Cichanouska, uciekła na Litwę.
23 maja 2021 samolot linii lotniczych Ryanair lecący do Wilna został zmuszony do lądowania w Mińsku z powodu fałszywej informacji o znajdującej się na jego pokładzie bombie. W rzeczywistości samolot był zmuszony do lądowania, ponieważ na jego pokładzie znajdował się Raman Pratasiewicz, aktywista opozycyjny. Po wylądowaniu Pratasiewicz został wraz z partnerką aresztowany. W związku z tymi wydarzeniami Unia Europejska nałożyła na Białoruś sankcje gospodarcze, z powodu których, jak przyznał Alaksandr Łukaszenka, białoruskie władze rozpoczęły nielegalne przerzucanie imigrantów na terytorium Unii Europejskiej.
Niektóre źródła łączą to z manewrami Zapad 2021, w ramach których taka nielegalna migracja („broń D”, demograficzna) i powiązane działania wojny informacyjnej są działaniami asymetrycznymi, niekonwencjonalnymi, poniżej progu wojny, mających na celu przetestowanie rozpoznania, czasu i reakcji Polski i Litwy.

## Litwa

### Czerwiec

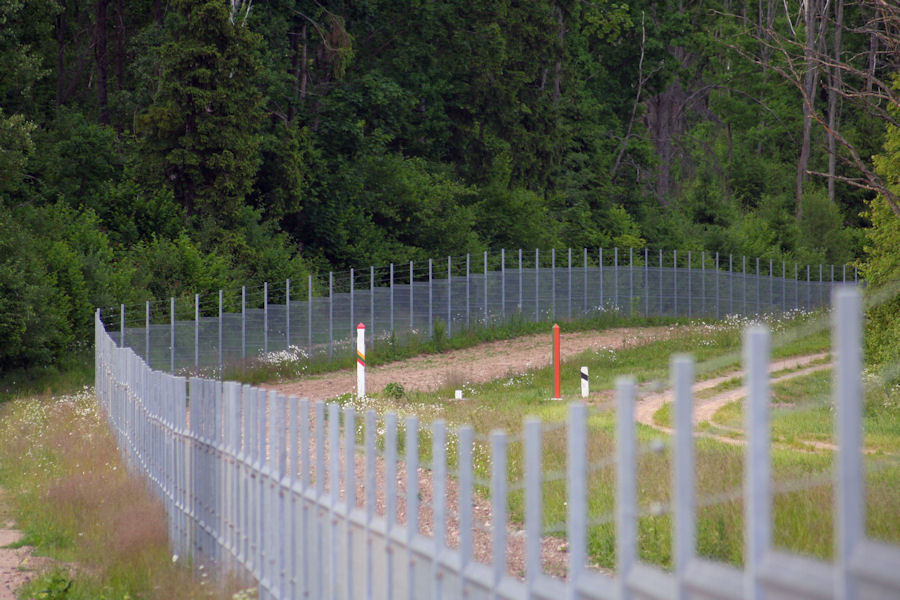
Granica litewsko-białoruska w 2008 roku

Na Litwie kryzys migracyjny spowodowany działaniami białoruskiego reżimu rozpoczął się w czerwcu 2021 roku, wcześniej niż w Polsce, czy na Łotwie. W czerwcu wśród migrantów przeważały osoby pochodzące Bliskiego Wschodu – Iraku, Syrii, Iranu, Afganistanu. 23 czerwca imigranci, przebywający w Centrum Rejestracji Cudzoziemców w Podbrodziu zachowywali się w sposób agresywny, a także próbowali opuścić ośrodek, wobec czego Funkcjonariusze VSAT użyli gazu łzawiącego. Według kierownika ośrodka sytuacja dość szybko wróciła do normy a mieszkańcy ośrodka do namiotów. W czerwcu 2021 roku litewscy strażnicy graniczni zatrzymali 474 osoby, które przekroczyły granicę białorusko-litewską.

### Lipiec

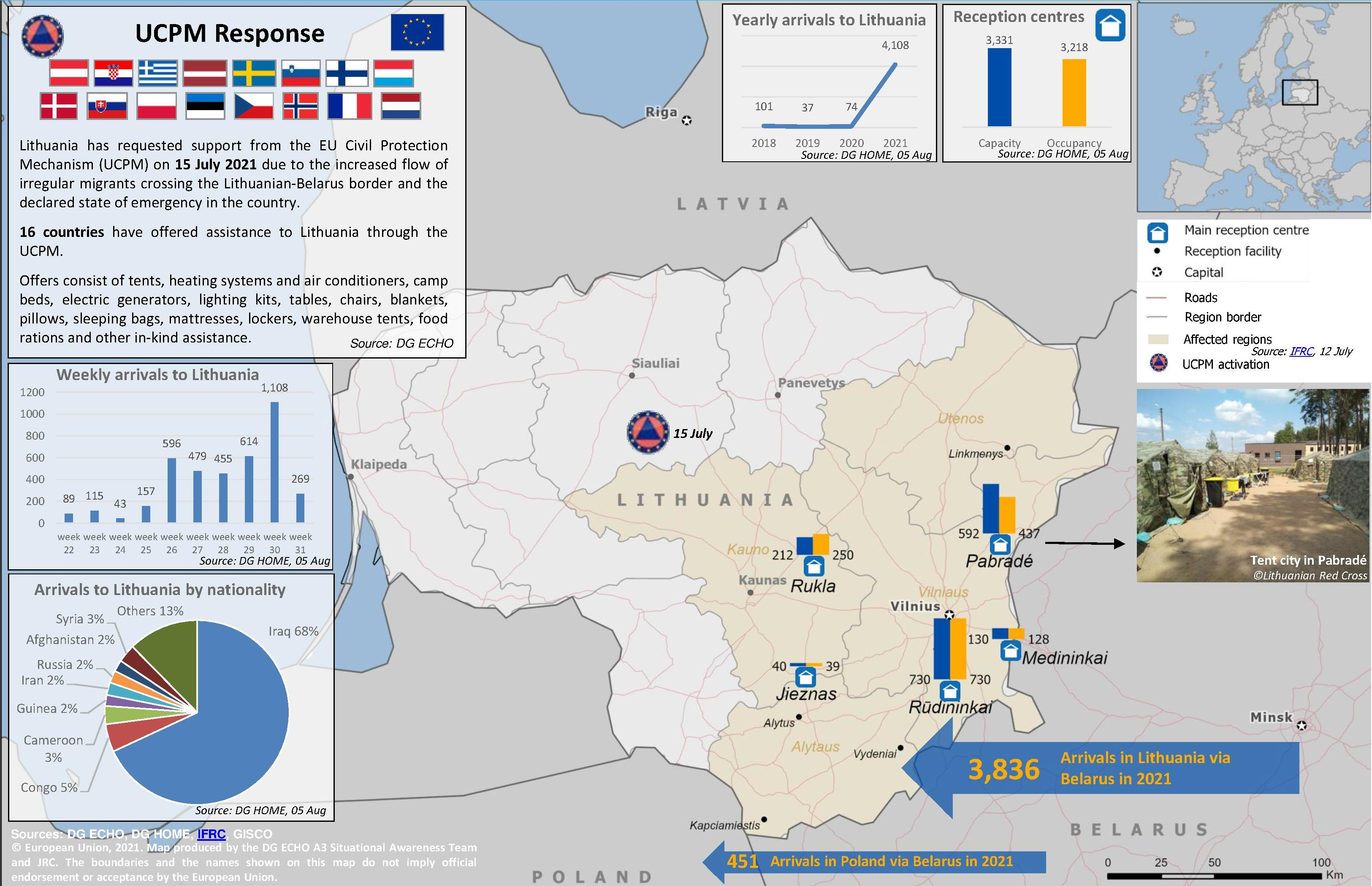
Napływ migrantów na Litwę związany z kryzysem

2 lipca rząd Litwy wprowadził stan nadzwyczajny w całym kraju w związku z nasileniem się nielegalnej migracji. W drugim tygodniu lipca rozpoczęto wznoszenie zasieków na granicy litewsko-białoruskiej i podjęto decyzję o budowie ogrodzenia granicznego. W trzecim tygodniu lipca w Dziewieniszkach zaczął powstawać obóz dla migrantów, którzy nielegalnie przekroczyli granicę.
13 lipca Seimas uchwalił ustawę zezwalającą na odsyłanie osób nielegalnie przekraczających granicę białorusko-litewską z powrotem na terytorium Białorusi. Litewski rząd uzasadniał wprowadzenie takiej ustawy przeciwdziałaniem wojnie hybrydowej prowadzonej przez białoruskie władze. Zdaniem litewskich władz Łukaszenko wykorzystywał migrantów jako „broń hybrydową”. Organizacje chroniące prawa człowieka skrytykowały nowe prawo, ponieważ ich zdaniem naruszało ono prawa człowieka i może sprawić, że osoby z zasadnymi wnioskami o azyl spotkają się z odmowami, a także uznały, że nowe prawo pozwala przetrzymywać migrantów przez nieokreślony czas bez orzeczenia sądu, a także ogranicza dostęp organizacji pozarządowych do ośrodków w których są oni przetrzymywani. Według danych Litweskiego Czerwonego Krzyża spośród osób przybyłych wtedy na Litwę z Białorusi 400 to dzieci a 40% to osoby wymagające szczególnej ochrony: ofiary przemocy, kobiety, chorzy i niepełnosprawni.
30 lipca na Litwę przybyło 60 funkcjonariuszy Frontexu w celu wsparcia służb granicznych.

### Od sierpnia do listopada
Na początku sierpnia litewskie MSW zapowiedziało, że każdy, kto przekroczył nielegalnie granice, a będzie chciał powrócić do kraju, z którego pochodzi, otrzyma bilet lotniczy i 300 euro. 17 sierpnia doszło do incydentu, podczas którego 12 żołnierzy białoruskich przekroczyło litewską granicę wypychając migrantów ze swojej strony granicy. Przekraczających zawrócili strażnicy litewscy. 15 września 2021 minister spraw zagranicznych, Gabrielius Landsbergis, zapowiedział, że imigranci nielegalnie przekraczający granicę nie będą mogli złożyć wniosku o udzielenie ochrony prawnej. 11 października w Kibartach powstał obóz dla imigrantów. 5 listopada na Litwie zaczęto budować stalową zaporę na granicy z Białorusią.
10 listopada 2021 litewskie władze wprowadziły na granicy z Białorusią zaostrzony stan wyjątkowy, w związku z tym, że białoruskie służby zwiększyły liczbę transportów z migrantami na granicę białorusko-litewską. 11 listopada Seimas przyjął uchwałę, wyrażającą poparcie dla Polski w obronie jej granic i uznającą działania Białorusi za prowokacyjne i eskalujące sytuację w regionie. 12 listopada litewski minister spraw wewnętrznych wezwał organizacje międzynarodowe i pozarządowe do podjęcia współpracy z białoruskimi władzami w celu zorganizowania pomocy dla osób, znajdujących się na terytorium Białorusi i próbujących w sposób nielegalny przekroczyć granicę tego państwa z Unią Europejską. W listopadzie większość imigrantów, którzy próbowali nielegalnie dostać się na Litwę stanowili młodzi mężczyźni.

### Rok 2025
W maju Litwa złożyła przeciwko Białorusi pozew do Międzynarodowego Trybunału Sprawiedliwości (MTS) za szkody wyrządzone przez kryzys migracyjny. Państwo litewskie w pozwie domagało się odszkodowania w wysokości ponad 200 mln euro, twierdząc że takie szkody w latach 2021-2023 Litwa poniosła na skutek wymuszonych inwestycji w budowę fizycznej bariery, wzmocnienie systemów nadzoru granicznego oraz rozmieszczenie na granicy liczby personelu większej „niż kiedykolwiek wcześniej”.

## Łotwa

### Rok 2021
W sierpniu władze Łotwy zaprezentowały nagrania, na których widać jak umundurowani funkcjonariusze służb białoruskich przeprowadzają migrantów przez granicę łotewsko-białoruską.
Łotewskie MSZ nazwało kryzys wojną hybrydową, która w połączeniu z rosyjsko-białoruskimi ćwiczeniami „Zapad-2021” może doprowadzić do zwiększenia ilości incydentów lub prowokacji. Ponadto łotewski rząd zapowiedział odwołanie się do art. 4 Traktatu Północnoatlantyckiego, który wzywa do konsultacji wewnątrz sojuszu, jeżeli któryś z członków uzna, że jego integralność terytorialna, niezależność polityczna lub bezpieczeństwo są zagrożone. 18 października władze Łotwy zapowiedziały nałożenie sankcji na białoruskie linie lotnicze Belavia.
12 listopada łotewski parlament zatwierdził budowę muru na granicy z Białorusią.

## Polska

### Rok 2021

#### Sierpień

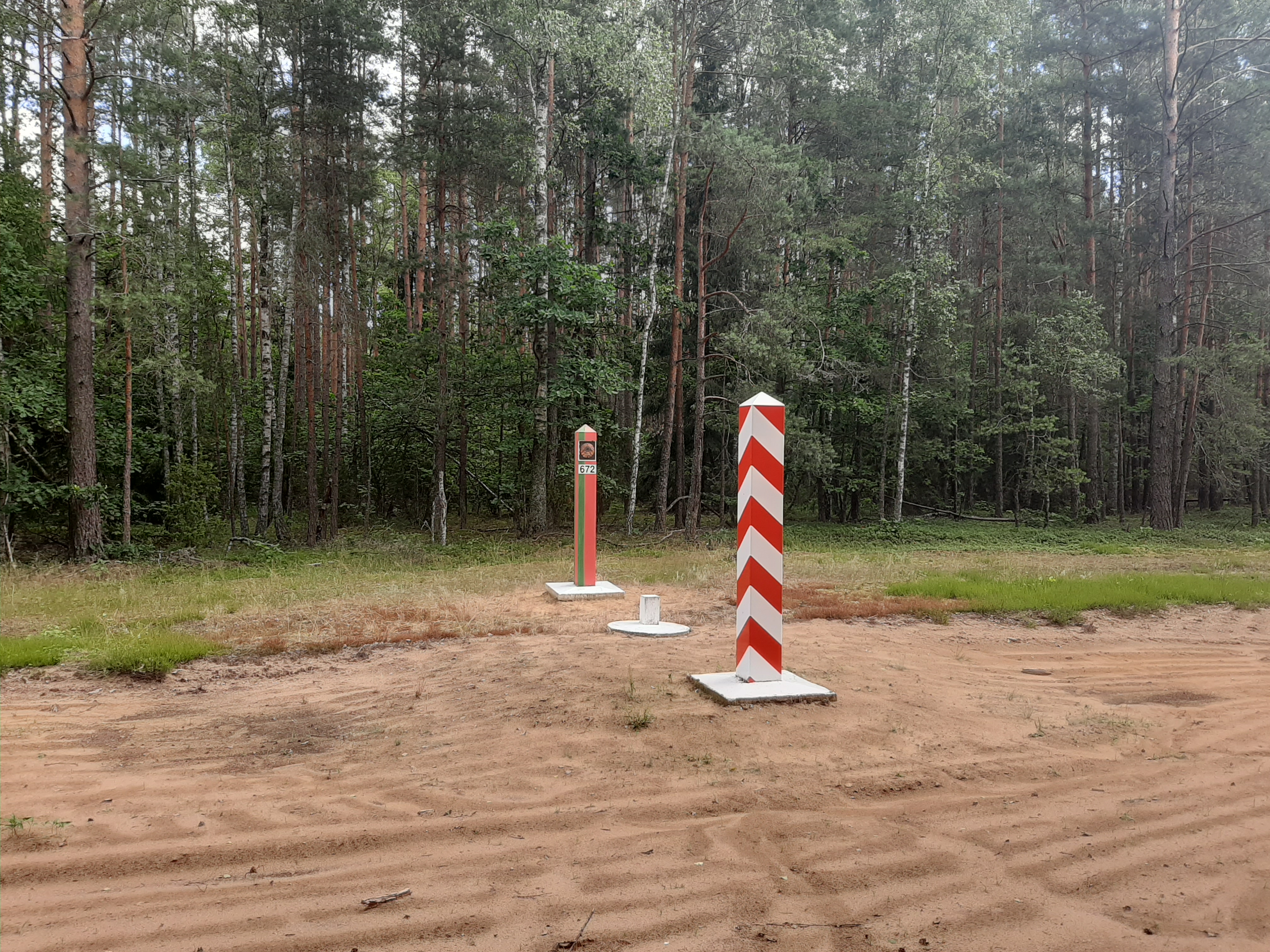
Granica polsko-białoruska w lipcu 2020 roku

W okresie 7–8 sierpnia Straż Graniczna zatrzymała 349 imigrantów, pochodzących z Iraku i Afganistanu, którzy nielegalnie przekroczyli granicę polsko-białoruską. 17 sierpnia Centrum Informacyjne Rządu podało, że od początku miesiąca 1935 osób próbowało przekroczyć granicę polsko-białoruską, z czego 1175 zostało zawróconych, a 760 skierowanych do ośrodków dla cudzoziemców. Wiceminister MSWiA Maciej Wąsik poinformował tego dnia, że od tygodnia działania Straży Granicznej wspiera 1000 żołnierzy.
8 sierpnia po białoruskiej stronie granicy niedaleko wsi Usnarz Górny pojawiła się grupa ok. 60 osób uchodźców m.in. z Iraku i Afganistanu, z czego część z nich – głównie kobiety. Po kilku dniach wycofała się na terytorium Białorusi, pozostawiając na miejscu grupę 32 osób, której powrót uniemożliwiają funkcjonariusze białoruskiej straży granicznej, a której wejście na terytorium Polski uniemożliwiają znajdujący się na miejscu funkcjonariusze polskiej Straży Granicznej. 17 sierpnia 2021 ukazała się w TVN24 relacja Piotra Czabana z Usnarza Górnego – z pogranicza polsko-białoruskiego. Przeciągająca się patowa sytuacja stała się przedmiotem ożywionej debaty politycznej. Duży wpływ na rozgłos sytuacji imigrantów na granicy polsko-białoruskiej miała ówczesna sytuacja w Afganistanie, gdzie doszło do upadku Kabulu i przejęcia władzy przez talibów.
19 sierpnia polska Straż Graniczna zapowiedziała, że nie wpuści na teren Polski migrantów z Białorusi. 22 sierpnia Straż Graniczna poinformowała, że kolejne osoby powróciły w głąb Białorusi, a na miejscu pozostały 24 osoby, które odmawiają opuszczenia obozowiska. Tego samego dnia polskie Ministerstwo Spraw Zagranicznych zaoferowało białoruskiemu chargé d’affaires chęć udzielenia pomocy humanitarnej Białorusi i migrantom przebywającym na jej terytorium. 23 sierpnia minister obrony narodowej Mariusz Błaszczak zapowiedział wzmocnienie ochrony granicy polsko-białoruskiej poprzez rozpoczęcie budowy płotu o wysokości 2,5 m. 24 sierpnia wysłany na Białoruś konwój z pomocą humanitarną został zatrzymany na przejściu granicznym w Bobrownikach; władze białoruskie nie wydały zgody na jego wjazd. Tego samego dnia premier Mateusz Morawiecki potwierdził plany uszczelnienia granicy polsko-białoruskiej, zapowiadając, że polski rząd nie dopuści do tego, „aby na terytorium Polski przedostawały się fale osób, które są do tego nieuprawnione”, a także oskarżając wprost władze białoruskie o eskalację konfliktu i prowadzenie działań o charakterze hybrydowym. 27 sierpnia Ministerstwo Spraw Zagranicznych ponowiło propozycję udzielenia migrantom pomocy rzeczowej, zwracając się do władz białoruskich o zgodę na wjazd konwoju humanitarnego oczekującego na granicy.
26 sierpnia polscy funkcjonariusze Policji zabezpieczyli miasteczko namiotowe migrantów za przejściem granicznym z Białorusią. Następnego dnia polska Straż Graniczna udostępniła film, na którym widać, jak funkcjonariusze białoruscy rozdają żywność migrantom, informując, że codziennie otrzymują oni posiłki i inną pomoc od białoruskich służb. Jednocześnie premier Mateusz Morawiecki potwierdził, że pomoc ze strony Polski dla migrantów jest gotowa, jednak Białoruś odmawia wpuszczenia konwoju z żywnością i innymi zasobami na terytorium swojego państwa.

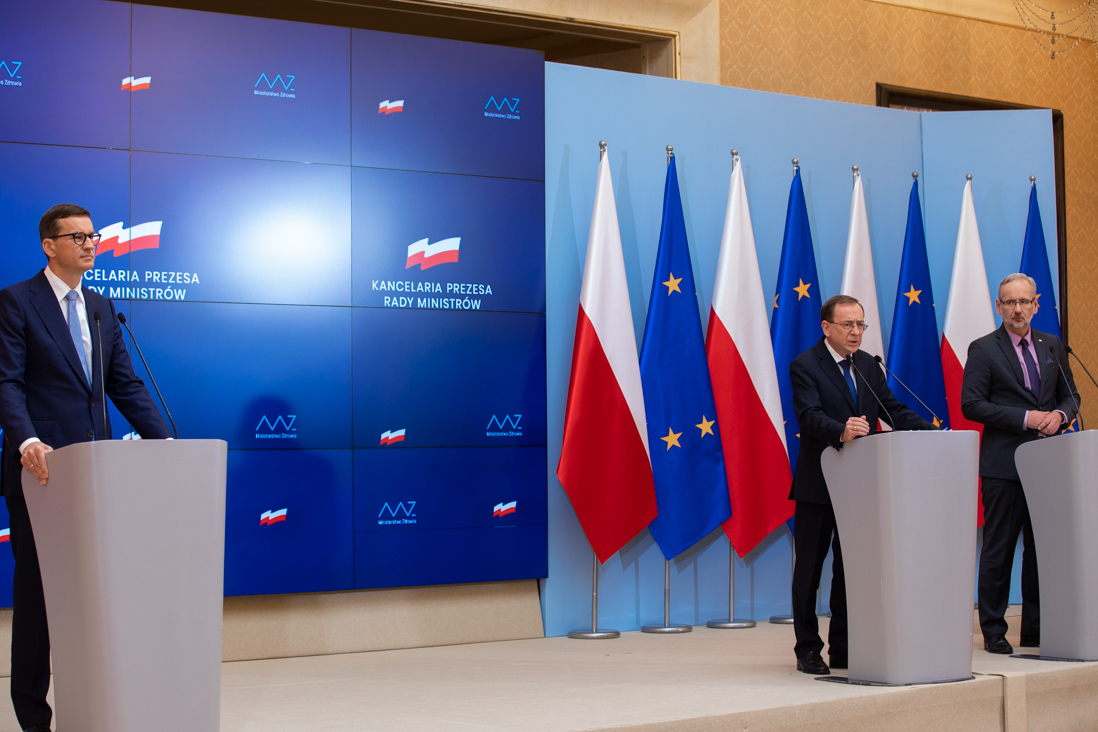
Premier Mateusz Morawiecki i minister spraw wewnętrznych i administracji Mariusz Kamiński informują o wystąpieniu z wnioskiem do Prezydenta RP o wprowadzenie stanu wyjątkowego. 31 sierpnia 2021

29 sierpnia funkcjonariusze polskiej Policji i Straży Granicznej zatrzymali niedaleko Usnarza Górnego grupę osób (12 Polaków i 1 obywatela Holandii), która próbowała zniszczyć pod wsią Szymaki przygraniczne zasieki i umocnienia; jednym z zatrzymanych był Bartosz Kramek z Fundacji Otwarty Dialog. W opublikowanym manifeście pt. „Brońmy granicy przed Łukaszenką i Putinem, nie ich ofiarami”, podpisani z nazwiska uczestnicy akcji określili ją jako „pokojowy protest w duchu obywatelskiego nieposłuszeństwa” mający na celu zwrócenie uwagi na „legitymizowanie ksenofobii i rasizmu pod płaszczykiem dbałości o bezpieczeństwo narodowe”. Minister spraw wewnętrznych i administracji, Mariusz Kamiński, zapowiedział, że aresztowane osoby „poniosą wszelkie konsekwencje swoich działań”. Następnego dnia wszyscy sprawcy usłyszeli zarzuty zniszczenia mienia. 31 sierpnia cała grupa została wypuszczona na wolność po tym jak Sąd Rejonowy w Sokółce nie znalazł podstaw, by przystać na wniosek prokuratury o areszt tymczasowy dla aktywistów; tego samego dnia Rada Ministrów podjęła uchwałę o wprowadzeniu stanu wyjątkowego na wąskim pasie leżącym bezpośrednio przy granicy z Białorusią, obejmującym 115 miejscowości w woj. podlaskim i 68 miejscowości w woj. lubelskim. Dziennik Die Welt, poinformował, że w sierpniu 2021 niemiecka policja odnotowała 500 nielegalnych wjazdów migrantów przybyłych z Białorusi przez granicę polsko-niemiecką.
Pod koniec sierpnia 2021 roku, po przeprowadzeniu wizytacji granicy polsko-białoruskiej przez przedstawiciela Rzecznika Praw Obywatelskich stwierdził on w wystąpieniu, że polska Straż Graniczna naruszyła Konwencję genewską o statusie uchodźców, nie przyjmując ustnych oświadczeń od osób chcących ubiegać się o ochronę międzynarodową w Polsce, a prawo do ubiegania się w Polsce o status uchodźcy jest prawem konstytucyjnym, gwarantowanym w art. 56 ust. 2 Konstytucji Rzeczypospolitej Polskiej „i – jako takie – nie może być w swej istocie ograniczane, ani przepisami ustaw, ani tym bardziej działaniem lub zaniechaniem ze strony organów państwa”. Według RPO uchodźcy znaleźli się pod jurysdykcją polskiej Straży Granicznej, gdy pogranicznicy zaczęli wykonywać wobec nich czynności, niezależnie od tego czy uchodźcy znaleźli się na terytorium Polski.

Z drugiej strony Sąd Rejonowy w Sokółce utrzymał w mocy postanowienie prokuratury o odmowie wszczęcia śledztwa w sprawie niedopełnienia obowiązków służbowych przez funkcjonariuszy Straży Granicznej w Usnarzu Górnym, ponieważ nie dopatrzył się znamion przestępstwa. W ocenie sądu uchodźcy znajdowali się na terytorium Białorusi, skąd dostarczano im jedzenie i inne potrzebne przedmioty, zaś rola polskich funkcjonariuszy ograniczała się do uniemożliwienia im nielegalnego przekroczenia granicy. W pobliżu nie było przejścia granicznego, w którym możliwe byłoby złożenie wniosku o ochronę międzynarodową, a ochrona granic przed nielegalną migracją należy do ustawowych zadań Straży Granicznej. Co więcej, uchodźcy poprzez swoich pełnomocników złożyli wnioski o ochronę międzynarodową w dniu 20 sierpnia. 

#### Wrzesień
2 września prezydent Andrzej Duda wydał decyzję o wprowadzeniu stanu wyjątkowego w przygranicznym pasie z Białorusią. 3 września rozpoczęła się operacja „Silne Wsparcie”, w ramach której żołnierze Wojsk Obrony Terytorialnej mają wspomagać władze samorządowe, lokalne społeczności i funkcjonariuszy Straży Granicznej. Następnego dnia odnotowano 84 próby nielegalnego przekroczenia przez migrantów granicy Polski z Białorusią. 6 września Sejm zdecydował o utrzymaniu stanu wyjątkowego.
8 września stan wyjątkowy w Polsce został zniesiony dla pielgrzymów. 19 września polska Straż Graniczna w pobliżu granicy z Białorusią znalazła ciała trzech migrantów. Tego samego dnia w woj. podlaskim, nieopodal granicy polsko-litewskiej (teren nie objęty stanem wyjątkowym) odnaleziono kolejną zmarłą z wychłodzenia osobę. 24 września pomimo przeprowadzonej reanimacji zmarł mężczyzna, który wraz z grupą innych imigrantów został zatrzymany przez straż graniczną przy białoruskiej granicy. W nocy, z 26 na 27 września, w pobliżu granicy polsko-białoruskiej zmarł szesnastoletni Irakijczyk. 30 września Sejm zdecydował o przedłużeniu stanu wyjątkowego w Polsce. Dziennik Die Welt poinformował, że we wrześniu 2021 niemiecka policja odnotowała 1900 nielegalnych wjazdów migrantów przybyłych z Białorusi przez granicę polsko-niemiecką.

#### Październik
6 października władze Polski wystosowały do władz Białorusi notę w związku z kryzysem migracyjnym.
12 października minister obrony narodowej, Mariusz Błaszczak, zapowiedział zwiększenie liczby żołnierzy stacjonujących na granicy z Białorusią. 14 października policjanci patrolujący ze śmigłowca obszar przygraniczny zauważyli zwłoki 24-letniego Syryjczyka, które leżały na polu blisko miejscowości Klimówka. 2 listopada Andrzej Duda podpisał ustawę o budowie zabezpieczenia granicy. 19 października niemiecka policja poinformowała, że od 1 października, 3104 osoby nielegalnie przekroczyły granicę polsko-niemiecką. Heiko Teggatz, przewodniczący niemieckiego związku zawodowego policji federalnej poinformował, że od kilku miesięcy liczba zatrzymań osób, nielegalnie przekraczających granicę polsko-niemiecką szybko wzrasta. Dziennik Die Welt, powołując się na niemiecką policję, poinformował o 5285 nielegalnych przekroczeniach granicy polsko-niemieckiej przez migrantów przybyłych z Białorusi w październiku 2021. 22 października pomoc migrantom zaoferował Caritas Polska.

#### Listopad
4 listopada Ministerstwo Obrony Narodowej poinformowało, że dzień wcześniej białoruscy żołnierze zagrozili otwarciem ognia po tym, jak żołnierze polscy wykryli pilnowaną przez nich grupę migrantów przy ogrodzeniu biegnącym wzdłuż granicy.
8 listopada służby białoruskie skierowały na granicę polsko-białoruską, koło przejścia w Kuźnicy, największą, jak do tej pory, grupę migrantów. Została ona skierowana do lasu, gdzie migranci założyli obozowisko. W związku z zaistniałą sytuacją rząd zwołał sztab kryzysowy. Od godziny 15:00 w stan gotowości zostali postawieni żołnierze dwóch batalionów lekkiej piechoty z 1 Podlaskiej Brygady Obrony Terytorialnej z Białegostoku i Hajnówki. Tego samego dnia miała miejsce próba siłowego, nielegalnego przekroczenia granicy przez migrantów. Doszło do zniszczenia zabezpieczeń wzniesionych na granicy i ataków na funkcjonariuszy Straży Granicznej, Policji oraz żołnierzy. Wobec osób forsujących zasieki został użyty gaz łzawiący. Migranci byli wyposażeni w narzędzia mające ułatwić im zniszczenie zasieków na granicy polsko-białoruskiej. W trakcie zajść na granicy, w rejonie Kuźnicy było 12 000 żołnierzy, 8000 funkcjonariuszy Straży Granicznej, 1000 policjantów. Na granicę skierowano także antyterrorystów. Rzecznik ministra-koordynatora służb specjalnych Stanisław Żaryn podał, iż szacowana liczba migrantów sprowadzonych w rejon granicy wynosi około 4000 osób.
W nocy z 9 na 10 listopada dwie duże grupy migrantów próbowały przekroczyć granicę polsko-białoruską.
W nocy z 10 na 11 listopada miała miejsce kolejna próba siłowego przekroczenia granicy przez migrantów w liczbie 150 osób. Po dotarciu na miejsce dodatkowych oddziałów funkcjonariuszy Policji i Straży Granicznej Białorusini wycofali grupę do lasu. Wieczorem 11 listopada białoruskie służby próbowały siłą zmusić grupę 35 osób, głównie kobiet i dzieci, do przekroczenia granicy. Interwencja Straży Granicznej, Policji i wojska udaremniła działania Białorusinów.
12 listopada doniesiono o pierwszym pobiciu trzech migrantów na terytorium RP. Do zdarzenia miało dojść 11 listopada w lesie w okolicy Hajnówki. Straż Graniczna doniosła, że w nocy 12 listopada białoruskie służby użyły lasera w celu oślepienia polskich funkcjonariuszy i żołnierzy. Podobne działania podejmowali rosyjscy separatyści w walkach z siłami ukraińskimi w Donbasie.
W nocy z 12 na 13 listopada grupa białoruskich żołnierzy podjęła próbę zniszczenia tymczasowej zapory na granicy w okolicach Wólki Terechowskiej koło Czeremchy. Wobec funkcjonariuszy Straży Granicznej używano kolejny raz wiązki laserowej oraz świateł stroboskopowych. Dodatkowo grupa około 100 migrantów próbowała przekroczyć nielegalnie granicę. Jak podała Straż Graniczna, zostali oni wyposażeni przez Białorusinów w gaz łzawiący, którego używali przeciwko Polakom. Podlaska Policja podała, że około godziny 01:00, koło Wólki Terechowskiej, znaleziono ciało młodego Syryjczyka. To już dziewiąta martwa osoba znaleziona przez polskie służby.
13 listopada doszło do siłowego przekroczenia granicy przez migrantów w okolicach miejscowości Klukowicze-Kolonia. Polscy policjanci zostali zaatakowani kamieniami. Jeden został ranny. Do innej próby forsowania granicy doszło koło Starzyny, gdzie grupa 50 migrantów przeszła granicę. Grupie funkcjonariuszy Policji udało się złapać 22 migrantów.
Według doniesień Al-Jazeery z obozu migrantów, białoruskie służby zmuszają ich do siłowego przekraczania granicy pod groźbą pobicia lub siłowego spychania na płot.
14 listopada niezależne białoruskie portale Radio Swaboda i Zerkalo.io poinformowały, że kolejna kolumna migrantów przemieszczała się w stronę granicy z Polską. Migranci szli szosą w kierunku przejścia granicznego Bruzgi-Kuźnica Białostocka. Stanisław Żaryn poinformował, że białoruskie służby informują migrantów o tym, iż 15 listopada, po polskiej stronie granicy, mają zjawić się autobusy, które zabiorą migrantów do Niemiec. Żaryn poinformował jednocześnie o zwiększającej się liczbie funkcjonariuszy białoruskich służb na granicy, pojawieniu się osób przeprowadzających instruktaże oraz transportach kłód drewna. Tego samego dnia premier Mateusz Morawiecki oświadczył, że wraz z premierami Litwy i Łotwy rozważają skorzystanie z Art. 4 Traktatu Północnoatlantyckiego w związku z eskalacją napięcia na odcinkach granicy Białorusi z Litwą, Polską i Łotwą.
W poniedziałek, 15 listopada, służby białoruskie przekierowały obozowisko migrantów na zamknięte przejście graniczne Bruzgi-Kuźnica Białostocka. Na przejściu pojawiły się białoruskie media. Według doniesień towarzyszący białoruscy funkcjonariusze nie reagowali na poczynania migrantów na przejściu granicznym. Wieczorem polskie służby wzmocniły zabezpieczenia i zapory po polskiej stronie. W nocy 15 listopada doszło do kolejnego incydentu na granicy. Białoruscy funkcjonariusze wpychali grupę migrantów na prowizoryczne ogrodzenie z drutu kolczastego. Użyto gazu łzawiącego i doszło do słownych utarczek. Tej samej nocy w okolicach Starzyny kilkusetosobowa grupa migrantów próbowała siłowo przekroczyć granicę. Przeciwko interweniującym policjantom, żołnierzom i funkcjonariuszom Straży Granicznej użyto kamieni. Grupa była wyposażona w prowizoryczne drabiny do forsowania zasieków. Ministerstwo Obrony Narodowej opublikowało film, w którym widać jak białoruscy żołnierze niszczyli ogrodzenie na granicy, aby ułatwić przejście migrantów w tym miejscu.
16 listopada migranci próbowali dostać się na terytorium Polski. Polskie służby graniczne przekazały informację, że zostały zaatakowane kamieniami przez migrantów w pobliżu przejścia granicznego w Kuźnicy na co odpowiedziały przy pomocy armatek wodnych i gazu łzawiącego. Polski minister obrony narodowej powiedział, że migranci i białoruscy funkcjonariusze próbowali zniszczyć ogrodzenie na granicy. Według doniesień polskiej Policji białoruskie służby nie interweniowały podczas tych wydarzeń, polska Policja oskarżyła także białoruskich funkcjonariuszy o dostarczanie migrantom granatów hukowych. Strona polska wysunęła podejrzenia, iż w trakcie zamieszek, między migrantami, znajdowali się przebrani w cywilne ubrania białoruscy funkcjonariusze. Doniesienia o udziale białoruskich funkcjonariuszy w zamieszkach miał potwierdzić także rzecznik Komendy Wojewódzkiej Policji w Białymstoku. Podał, że według obserwacji funkcjonariuszy z granicy, migranci nie noszą kominiarek, anie nie maskują twarzy w inny sposób. Według rzecznika działania atakujących wyglądały na wcześniej przygotowane i koordynowane. W wyniku starć na granicy zostało rannych 7 policjantów, jedna funkcjonariuszka Straży Granicznej oraz jeden żołnierz. Po południu polskie służby poinformowały o kolejnych czterech rannych funkcjonariuszach. Stanisław Żaryn podał, iż według doniesień polskich służb z przejścia, przed atakiem na miejscu pojawiły się białoruskie media państwowe. Według relacji rzeczniczki prasowej Straży Granicznej, 16 listopada w godzinach wieczornych miały miejsce jeszcze dwie próby nielegalnego, siłowego przekroczenia granicy. Jedna odbyła się ok. 18:00 w okolicach Czeremchy. Białorusini mieli w jej trakcie oślepiać Polaków laserami i używali oślepiających świateł, a migranci (grupa ok. 50 osób) rzucali kamieniami. Druga próba miała miejsce w rejonie Dubicz Cerkiewnych (grupa ok. 100 osób) ok. 23:00, gdzie migranci również rzucali kamieniami w polskich funkcjonariuszy.
Rankiem 17 listopada wiceminister MSWiA Maciej Wąsik poinformował, że Białorusini przysłali w okolice przejścia w Bruzgach autobusy, a migranci zaczęli przemieszczać się w niewiadomym kierunku. Tego samego dnia poinformowano, że od 16 listopada Białoruś ograniczyła dostawy ropy do Polski na trzy dni. Według informacji podanych przez rosyjski Transnieft wynika to z nieplanowanych prac konserwacyjnych.
18 listopada białoruskie władze oczyściły okolice przejścia granicznego w Bruzgach z obozowisk migrantów. Setki osób, które mieszkały w nich przez kilka poprzednich dni przemieściły się eskortowane przez uzbrojonych i zamaskowanych białoruskich strażników do dużego magazynu położonego kilkaset metrów od przejścia granicznego w którym białoruskie władze zapewniły im schronienie i jedzenie.
19 listopada minister obrony Estonii Kalle Laanet poinformował, że Estonia odpowiadając na polską prośbę o praktyczne wsparcie wyśle do Polski stu żołnierzy i specjalne jednostki z dronami. Informację tę potwierdził wiceminister Marcin Ociepa. Minister Laanet powiedział, że jest to wyraz solidarności z Polską w czasie ataku hybrydowego ze strony Białorusi.

### Grudzień 2021
3 grudnia 2021 do Polski przybyły pododdziały wojsk inżynieryjnych z Estonii i Wielkiej Brytanii, którzy – jak poinformował szef MON Mariusz Błaszczak – zostali skierowani do zadań na granicy polsko-białoruskiej. 5 grudnia poinformowano o śmierci Kurdyjki, która wcześniej poroniła. Kobieta trafiła do hajnowskiego szpitala w ciężkim stanie. Jak informowały media, wraz z rodziną przebywała w lesie w rejonie granicy polsko-białoruskiej. 7 grudnia w lesie w rejonie wsi Olchówka w gminie Narewka odkryte zostały zwłoki mężczyzny, przy których znaleziono plecak i nigeryjski paszport. Ciało znaleźli żołnierze w odległości około 9 km od granicy polsko-białoruskiej. 17 grudnia pojawiła się w mediach informacja, że Emil Czeczko zdezerterował na Białoruś.

### Rok 2022
26 października 2022 roku w pobliżu wsi Łosiniany znaleziono zwłoki Sudańczyka, który utonął w rzece. W grudniu 2022 grupa aktywistów Podlaskie Ochotnicze Pogotowie Humanitarne otrzymywała kilkadziesiąt próśb o pomoc od uchodźców na granicy tygodniowo.

### Rok 2023
7 stycznia 2023 roku jemeński lekarz Ibrahem Jaber Ahmed Dehya zmarł w wyniku wyziębienia w Puszczy Białowieskiej. Według straży granicznej Ibrahem był jednym z grupy Jemeńczyków, którzy przekroczyli granicę, przekraczając rzekę Przewłoka, dopływ rzeki Leśnej. Aktywiści z „Grupy Granica” oskarżyła pograniczników o wypchnięcie kolegów Ibrahema na Białoruś. Ibrahem został pochowany dwa dni później w Bohonikach. 12 lutego 2023 w okolicach Hajnówki znaleziono zwłoki Etiopki.
15 października 2023 w ogólnopolskim referendum padły pytania dotyczące m.in. przyjęcia nielegalnych imigrantów i rozbiórki zapory na granicy polsko-białoruskiej.
23 października 2023 odnaleziono ciało obcokrajowca przy torach we wsi Dobrowoda. Inny obcokrajowiec zmarł w obecności polskiego patrolu. 4 listopada znaleziono zwłoki Syryjczyka. Następnego dnia nielegalny imigrant został postrzelony przez polskiego żołnierza.

### Rok 2024
W lutym 2024 przy drodze Stara Białowieża – Narewka odnaleziono ludzką czaszkę osoby pochodzącej z Bliskiego Wschodu. 14 marca 2024 roku w lesie w pobliżu miejscowości Sorocza Nóżka znaleziono ciało 32- letniego mężczyzny z Pakistanu.
25 marca 2024 r. w okolicy Dubicz Cerkiewnych jeden z żołnierzy strzegących granicy, przekroczył swoje uprawnienia określające zasady wykorzystania broni palnej w ograniczonym zakresie, polegającym na jej wykorzystaniu do zaalarmowania lub wezwania pomocy i oddał 12 strzałów z broni służbowej wzdłuż drogi granicznej, w kierunku – znajdującej się na tej drodze – grupy osób złożonej z migrantów nielegalnie przekraczających granicę, funkcjonariuszy SG i innych żołnierzy Wojska Polskiego. Sprawa została ujawniona przez media w czerwcu tego samego roku i zakończyła się złożeniem aktu oskarżenia skierowanym do Wojskowego Sądu Garnizonowego w Warszawie.
8 maja 2024 poinformowano o podpaleniu polskiego znaku granicznego, dokonanym przez migrantów. 20 dni później polski żołnierz został raniony nożem, drugi został ranny narzędziem, do którego przytwierdzony był nóż, a inny stłuczoną butelką, zaś kilka dni później dwóch kolejnych żołnierzy zostało rannych. W odpowiedzi na te ataki minister obrony narodowej Władysław Kosiniak-Kamysz ogłosił, że od 4 czerwca 2024 będzie obowiązywała 200-metrowa strefa buforowa. 6 czerwca w szpitalu zmarł żołnierz Mateusz Sitek ugodzony nożem przez migranta na granicy polsko-białoruskiej. Grupy migrantów rozpoczęły ataki na polskich funkcjonariuszy m.in. za pomocą drzewców zakończonych nożami lub innymi ostrymi narzędziami, pałek z gwoździami, stłuczonych butelek czy proc z metalowymi kulkami. 
4 czerwca w kolejnym ataku w okolicach Białowieży w województwie podlaskim funkcjonariusz Straży Granicznej został ranny w głowę i został przewieziony do szpitala. 10 czerwca poinformowano, że Białoruska Straż Graniczna odnalazła przy Kanale Augustowskim zwłoki białoruskiego żołnierza o stopniu sierżanta, doniesiono, że prawdopodobnie sam sobie odebrał życie. 28 listopada 2024 w pobliżu miejscowości Lipszczany znaleziono ciało młodego Erytrejczyka, przyczyną było wychłodzenie.

### Rok 2025
W styczniu 2025 władze niemieckie ujawniły wyniki śledztwa, z którego wynikało, że grupa obywateli Afganistanu, którzy dotarli do Europy jako nielegalni imigranci byli współpracownikami rosyjskiego wywiadu GRU w Afganistanie, w przy czym co najmniej jeden z nich dotarł do Niemiec przez Polskę.
15 lipca w pobliżu placówki SG w Czeremsze pełniący służbę funkcjonariusze i żołnierze zostali zaatakowani butelką z łatwopalną cieczą tzw. Koktajlem Mołotowa. Wydarzenie nastąpiło po ujawnieniu nielegalnych imigrantów, którzy przedarli się przez barierę.
22 lipca 2025 roku w pobliżu placówki Straży Granicznej w Narewce doszło do incydentu podczas próby nielegalnego przekroczenia granicy z Białorusią. Żołnierze Zgrupowania Zadaniowego „Podlasie” użyli środków przymusu bezpośredniego, w tym broni gładkolufowej, wobec agresywnie zachowujących się migrantów. Pięciu cudzoziemców przekazano Straży Granicznej. Jeden z nich, obywatel Sudanu, został ranny w udo gumową kulą i trafił do szpitala w Hajnówce.

### Krytyka
11 kwietnia 2022, organizacja Amnesty International opublikowała raport, w którym wskazywała na naruszanie praw osób ubiegających się o ochronę międzynarodową przez polskie władze. Raport skupiał się głównie na dwóch problemach naruszania praw człowieka: sposób traktowania migrantów na granicy polsko-białoruskiej oraz w ośrodkach detencyjnych. Amnesty International zarzucała polskim władzom wielokrotne pushbacki stosowane wobec migrantów (w tym kobiet, dzieci i osób z niepełnosprawnościami), uniemożliwianie wejścia w procedurę azylową oraz niszczenie własności osobistej migrantów. Zarzucano także złe traktowanie migrantów w ośrodkach detencyjnych; ośrodki te były przepełnione (raport podawał, że w pomieszczeniach o powierzchni ośmiu metrów kwadratowych przetrzymywanych było do 24 mężczyzn) oraz ograniczony dostęp do sanitariatów, lekarzy, psychologów czy pomocy prawnej, a także ograniczanie możliwości migrantów do kontaktu z bliskimi. Amnesty International zwracała także uwagę na kryminalizację oraz stygmatyzację dostarczania pomocy dla potrzebujących przez wolontariuszy.
Pod koniec marca 2024 trzech polskich żołnierzy zostało zatrzymanych przez Żandarmerię Wojskową, w związku z oddaniem strzałów ostrzegawczych. Pomimo że nie odnotowano obrażeń wśród migrantów, dwóm z nich postawiono zarzuty. W odpowiedzi na to Donald Tusk przesłał do prezydenta wniosek o odwołałanie zastępcy prokuratora generalnego Tomasza Janeczka.
Również strefa buforowa, która miała obowiązywać od 4 czerwca, spotkała się z licznymi kontrowersjami ze strony lokalnych samorządów, czy Grupy Granica, termin obowiązywania został przesunięty i radykalnie zmniejszona szerokość strefy.
Na przełomie czerwca i lipca powstała Inicjatywa Ochrony Mieszkańców Pogranicza, która, w związku z m.in. śmiercią żołnierza, jak i obecnością nielegalnych imigrantów w Czerlonce, rozpoczęła regularne patrole w przygranicznych lasach.

## Reakcje międzynarodowe
- Unia Europejska:
  - Rada Europejska: Przewodniczący Rady Europejskiej Charles Michel oskarżył władze białoruskie o wykorzystywanie nielegalnej migracji do wywierania wpływu na Unię Europejską oraz Litwę[29]. 22 października 2021 Rada Europejska przyjęła konkluzje dotyczące sytuacji na granicy Unii Europejskiej z Białorusią[170]
  - Komisja Europejska: Rzecznik Komisji Europejskiej Christian Wigand oświadczył, że KE nie może zaakceptować „jakichkolwiek prób podżegania lub przyzwolenia na nielegalną migrację do Unii Europejskiej przez państwa trzecie”[171]. Według Ylvy Johansson, komisarz UE ds. wewnętrznych i migracji sytuacja na granicy Unii Europejskiej z Białorusią to „część agresji Łukaszenki wobec Polski, Litwy i Łotwy, której celem jest destabilizacja UE”[172]. 3 września szef dyplomacji UE Josep Borrell wyraził solidarność z Litwą, Łotwą i Polską w związku z kryzysem[173]. 11 listopada rzeczniczka Komisji Europejskiej potwierdziła, że na wniosek polskich władz specjaliści z Europejskiego Centrum ds. Przemytu Migrantów wesprą Polskę na granicy[174]. 15 listopada zaakceptowano propozycję KE, aby w budżecie na przyszły rok przeznaczyć 25 milionów euro na ochronię granicy z Białorusią[175].
  - Parlament Europejski: 7 października 2021 Parlament Europejski przyjął rezolucję, w której wyraził solidarność z Litwą, Polską i Łotwą w związku z sytuacją na granicy Unii Europejskiej z Białorusią[176][177]. 21 października w Parlamencie Europejskim odbyła się debata na temat zawracania migrantów na granicy z Białorusią[178]. 10 listopada po raz kolejny odbyła się debata w PE na temat sytuacji na granicy UE z Białorusią[179].
  - Frontex: W drugim tygodniu lipca rozpoczęto wznoszenie zasieków na granicy litewsko-białoruskiej i podjęto decyzję o budowie ogrodzenia granicznego, przysłano też na ten odcinek granicy dodatkowych funkcjonariuszy Fronteksu[180][181]. 2 września minister spraw wewnętrznych i administracji Mariusz Kamiński uznał skorzystanie z pomocy Fronteksu za bezcelowe[182]. 22 września Komisja Europejska pod wpływem ujawnionych informacji o przypadkach zgonów wśród migrantów[183] wezwała Polskę do skorzystania z pomocy Fronteksu[184].
- Rada Europy: Europejski Trybunał Praw Człowieka wydał 25 sierpnia 2021 środki tymczasowe i nakazał Polsce oraz Łotwie zapewnić osobom koczującym na granicy z Białorusią wodę, żywność, opiekę medyczną i, jeśli to możliwe, tymczasowe schronienie[185]. Trybunał zaznaczył jednak, że nie oznacza to nakazu wpuszczenia tych osób na terytoria Polski i Łotwy[185]. 1 października 2021 Zgromadzenie Parlamentarne Rady Europy poprzez rezolucję zaapelowało do Białorusi o „zaprzestanie instrumentalnego traktowania migrantów” i wezwało Europę do pomocy Litwie, Łotwie i Polsce[186]. Komisarz Rady Europy ds. praw człowieka Dunja Mijatović wydała oświadczenie, w którym stanowczo potępiła skłanianie ludzi do przekraczania granicy przez Białoruś. Odnosząc się do sytuacji na granicy polsko-białoruskiej zaznaczyła jednak, że „Polska nie może pozwolić, by ofiarą padli niewinni i bezbronni ludzie”[187][188].
- NATO: 8 listopada 2021 NATO w wydanym oświadczeniu uznało, że „wykorzystywanie migrantów przez reżim Łukaszenki jako taktyki hybrydowej jest niedopuszczalne” i wezwało Białoruś do poszanowania prawa międzynarodowego[189]. 10 listopada NATO wyraziło solidarność z państwami graniczącymi z Białorusią[190].
- Organizacja Narodów Zjednoczonych:
  - UNHCR: przedstawicielka biura wysokiego komisarza Narodów Zjednoczonych do spraw uchodźców w Polsce Christine Goyer wystosowała apel do polskich władz o zakończenie impasu na granicy polsko-białoruskiej, a także o „zapewnienie ludziom, którzy utknęli na polsko-białoruskiej granicy w pobliżu Usnarza Górnego, dostępu do terytorium Polski, natychmiastowej opieki medycznej, pomocy prawnej oraz wsparcia psychologicznego i socjalnego”, zgodnie z zobowiązaniami wynikającymi z Konstytucji Rzeczypospolitej Polskiej oraz prawa krajowego i międzynarodowego[191].
  - 20 września 2021 odbyło się Zgromadzenie Ogólne Organizacji Narodów Zjednoczonych poświęcone m.in. kryzysowi migracyjnemu na granicy Unii Europejskiej z Białorusią[192]. 8 października odbyło się spotkanie Rady Bezpieczeństwa ONZ w sprawie kryzysu migracyjnego na granicy Białorusi[193]. 25 października na forum Organizacji Narodów Zjednoczonych przedstawiciele 45 państw potępiło działania Mińska[194].
  - 11 listopada Rada Bezpieczeństwa ONZ przyjęła rezolucję potępiającą działania reżimu Łukaszenki i wyrażającą solidarność z Polską i Litwą. Jedynym państwem oponującym rezolucję była Rosja[195].
- Białoruś: Prezydent Białorusi poinformował o braku chęci współpracy z krajami Unii Europejskiej w zakresie powstrzymywania nielegalnej migracji[29]. Podczas spotkania państw należących do WNP prezydent Alaksandr Łukaszenka oskarżył polskie władze o wywołanie kryzysu przez wyłapywanie migrantów na terytorium Polski i przymusowe odsyłanie ich na terytorium Białorusi[196]. 30 sierpnia 2021 władze Białorusi oskarżyły Litwę, Łotwę i Polskę o działania mające na celu pozbycie się migrantów trafiających na Białoruś[197]. 6 października Białoruś odmówiła przyjęcia pomocy humanitarnej zaproponowanej przez Polskę[198]. 14 października Alaksandr Łukaszenka podpisał ustawę zawieszającą umowę o readmisji z Unią Europejską[199]. 12 listopada przedstawiciele linii lotniczych Belavia poinformowali, że lecący z Turcji obywatele Iraku, Syrii i Jemenu nie będą wpuszczani na pokłady samolotów Belavii[200].
- Irak: 9 października irakijskie władze wstrzymały loty między Białorusią a Irakiem, a następnie nakazały zamknięcie konsulatów Białorusi w Iraku[201][202]. 11 listopada Ambasada Iraku w Moskwie oświadczyła, że będzie organizować ewakuacje swoich obywateli, którzy chcą powrócić do Iraku z Białorusi[203]. 15 listopada port lotniczy w Irbilu zawiesił wszystkie loty do Mińska[204].
- Niemcy: kanclerz Niemiec Angela Merkel skrytykowała działania białoruskiego rządu, uznając, że „prezydent Łukaszenka wykorzystuje uchodźców, na przykład z Iraku, w sposób hybrydowy do podważania bezpieczeństwa”[205]. Minister spraw wewnętrznych Horst Seehofer zaapelował do Unii Europejskiej o „podjęcie działań” w celu zatrzymania napływu migrantów z terytorium Białorusi na granicę z Unią Europejską. Poparł ideę wzniesienia trwałej zapory przez rząd polski[206].
- Rosja: 8 listopada Siergiej Ławrow wezwał UE do uregulowania kwestii migrantów i wzięcia za nich odpowiedzialności. Od 10 listopada Rosja zaczęła wysyłać nad Białoruś swoje Tu-22M3 i Tu-160[207]. 12 listopada rozpoczęły się rosyjsko-białoruskie manewry wojsk powietrznodesantowych niedaleko granicy z Polską i Litwą. Celem ćwiczeń jest m.in. namierzanie obcych zwiadowców i formacji zbrojnych. Rosjanie twierdzili, że manewry były odpowiedzią na koncentrację polskich żołnierzy na granicy z Białorusią[208]. 16 listopada MSZ Federacji Rosyjskiej skrytykowało polskie służby podczas ataku migrantów na przejście graniczne w Kuźnicy. Ministerstwo uznało, że działanie to było naruszeniem międzynarodowego prawa humanitarnego[209].
- Stany Zjednoczone: 8 listopada rzecznik Departamentu Stanu Stanów Zjednoczonych Ned Price wyraził zaniepokojenie eskalacją sytuacji przez Białoruś. Wezwał prezydenta Łukaszenkę do wstrzymania napływu migrantów do Europy przez terytorium Białorusi. Stwierdził tym samym, że białoruski reżim swoimi działaniami podważa pokój i bezpieczeństwo w Europie[210]. Komisja Spraw Zagranicznych Senatu USA, odnosząc się do traktowania imigrantów przez białoruski reżim na swoim profilu na Twitterze napisała, że „zbrodnie i nieludzkie zachowanie reżimu Łukaszenki nie znają granic”[211].
- Syria: 13 listopada syryjskie linie lotnicze Cham Wings Airlines wstrzymały loty do Białorusi[212].
- Turcja: 4 października 2021 ministrowie spraw zagranicznych Polski, Zbigniew Rau i Turcji, Mevlüt Çavuşoğlu, zapowiedzieli, że władze Polski i Turcji będą ze sobą współpracować w sprawie kryzysu migracyjnego przy granicy z Białorusią[213]. Następnie tureckie władze zmieniły swoje postępowanie w sprawie kryzysu migracyjnego[214], a imigranci z Bliskiego Wschodu transportowani byli na lotnisko w Mińsku przez narodowe tureckie linie lotnicze Turkish Airlines[215]. 11 listopada 2021 linie lotnicze Turkish Airlines poinformowały, iż od 12 listopada 2021 nie będą przyjmować na pokłady samolotów obywateli Iraku, Syrii i Jemenu[216].
- Ukraina: 8 listopada prezydent Ukrainy Wołodymyr Zełenski rozmawiał z Andrzejem Dudą na temat sytuacji na granicy polsko-białoruskiej i zapewnił go o ukraińskim wsparciu i solidarności[217]. 10 listopada przed ambasadą Białorusi w Kijowie odbyła się manifestacja przeciwników działań reżimu Alaksandra Łukaszenki na granicy polsko-białoruskiej[218]. Na początku listopada doradca ministra obrony narodowej Dmytro Jarosz zaproponował Polsce wsparcie w konflikcie na granicy[206].
- Finlandia: minister spraw zagranicznych Pekka Haavisto uznał, że „Białoruś bezczelnie wykorzystuje sytuację” na granicy z Unią Europejską[219], a także, że zmuszanie pochodzących z krajów arabskich imigrantów przez białoruski reżim do nielegalnego przekraczania granicy z UE jest działaniem „całkowicie pozbawionym skrupułów”[219].
- Holandia: minister spraw zagranicznych Ben Knapen podkreślił, że Polska strzeże granicy zewnętrznej Unii Europejskiej, a „traktowanie ludzi jako broni w walce z Unią Europejską” przez Białoruś uznał za „niegodziwe”[206].
- Francja, Estonia, Irlandia, Norwegia, Wielka Brytania, Albania: w swoim oświadczeniu część członków Rady Bezpieczeństwa ONZ wezwała władze białoruskie do „zakończenia nieludzkich działań i nie narażania ludzi na niebezpieczeństwo”[220].